# Vajont (řeka)
Vajont je levý, asi 10 km dlouhý přítok řeky Piave v Benátsku z autonomní oblasti Furlansko-Julské Benátsko severovýchodně od města Belluno. Vzniká soutokem dvou potoků ve výšce kolem 900  m n. m. a ústí ve výšce 473 m n. m. u obce Longarone.
Vajont přitéká z východu z jižních Karnských Alp a vytváří úzké, hluboko zaříznuté, štěrkem naplněné údolí, jehož italský název je Val Vajont. Údolím prochází silnice SS 251 z Longarone přes Erto e Casso do Cimolais. V Erto ústí do Vajontu řeka Torrente Pezzeit ze severu. Dále na východ, u San Martino, pokračuje silnice údolím Tuara přes průsmyk Passo di San Osvaldo dále na východ.
Údolí řeky Vajont se však stáčí od jihu, od 2472 m vysokého vrcholu Col Nudo, na jehož úbočí pramení dva přibližně stejné potoky, z nichž západní se nazývá také Col Nudo a východní Rio Frugna. Vajont teče obloukem k severozápadu okolo úpatí kopce Monte Toc. Část jeho severního svahu se roku 1963 sesula a zasypala vodní nádrž, která byla ve zkušebním provozu částečně naplněná vodou. Sesuv způsobil částečné přetečení nádrže. Pod obcí Casso stojí přehradní hráz. Naproti hrázi leží v údolí sesuvem vytvořený kopec.